# Francis Poulenc
Francis Jean Marcel Poulenc (Parijs, 7 januari 1899 – Parijs, 30 januari 1963) was een Franse componist.

## Levensloop
Francis Poulenc werd geboren als zoon van de grootindustrieel Émile Poulenc (1855-1917) en de amateurpianiste Jenny Royer (1864-1915). Zijn vader was een van de stichters van het farmaciebedrijf Rhône-Poulenc. Reeds jong kreeg Francis pianoles van zijn moeder. Toen hij 15 à 16 jaar oud was, kreeg hij lessen van de pianist Ricardo Viñes, een vriend van Claude Debussy en Maurice Ravel. In Parijs raakte hij bevriend met avant-gardeschrijvers als Guillaume Apollinaire, Jean Cocteau en Paul Éluard, van wie hij veel poëzie op muziek zou zetten. 
Als componist was Poulenc vrijwel autodidact; zijn eerste composities maakte hij rond zijn 18e wereldkundig zonder dat hij compositie-onderricht had genoten. Daarbij zijn de nog steeds veel gespeelde solopianostukken Trois mouvements perpétuels (1919) en de liederencyclus Le Bestiaire (1918) op tekst van Apollinaire. Rond die tijd sloot hij zich aan bij de Groupe des Six, zes jonge Franse componisten die zich verzetten tegen de zware romantiek en de invloed van Richard Wagner. Als mentors van deze groep, die bestond uit Georges Auric, Louis Durey, Arthur Honegger, Darius Milhaud en Germaine Tailleferre, gelden Jean Cocteau en de iets oudere, dadaïstische componist Eric Satie. Ofschoon de groep al spoedig uiteenviel, en vooral Honegger en Milhaud in hun tijd bekend zijn geworden, is 'Groupe des Six' nog altijd het etiket dat op de muziek van Poulenc geplakt wordt: lichtvoetig, melodieus, gemakkelijk en humoristisch. 
Van 1921-1925 genoot hij gedurende enkele jaren compositie-aanwijzingen van Charles Koechlin, een leerling van Gabriel Fauré. In deze periode valt zijn ballet Les Biches, dat in 1924 in première ging bij de Ballets Russes van Serge Diaghilev. In 1926 leerde hij de bariton Pierre Bernac kennen, voor wie hij meer dan 90 liederen zou schrijven en met wie hij als pianist talloze recitals zou geven, in de jaren 1935-1959. 
In 1927 kocht Poulenc een landhuis in Noizay (Indre-et-Loire), Le Grand Coteau, waar hij de gelegenheid had rustig te componeren. In deze periode had hij voor het eerst een vaste relatie, met de schilder Richard Chanlaire, aan wie hij zijn Concert champêtre (1928) voor klavecimbel en orkest opdroeg. 
Van Poulenc wordt gezegd dat hij nieuwe melodieën wist te maken in een tijd waarin men van mening was dat er op dat terrein weinig nieuws meer te ontwikkelen was. Zijn composities zijn inderdaad sterk op de melodie gericht. Zijn muziek kan op de luisteraar daardoor overkomen als een opeenvolging van vele grotere en kleinere thema's, zonder dat die diepgaand worden uitgewerkt. Hij hield daarbij vast aan de tonaliteit. Poulenc schreef werken in allerlei muzikale genres.

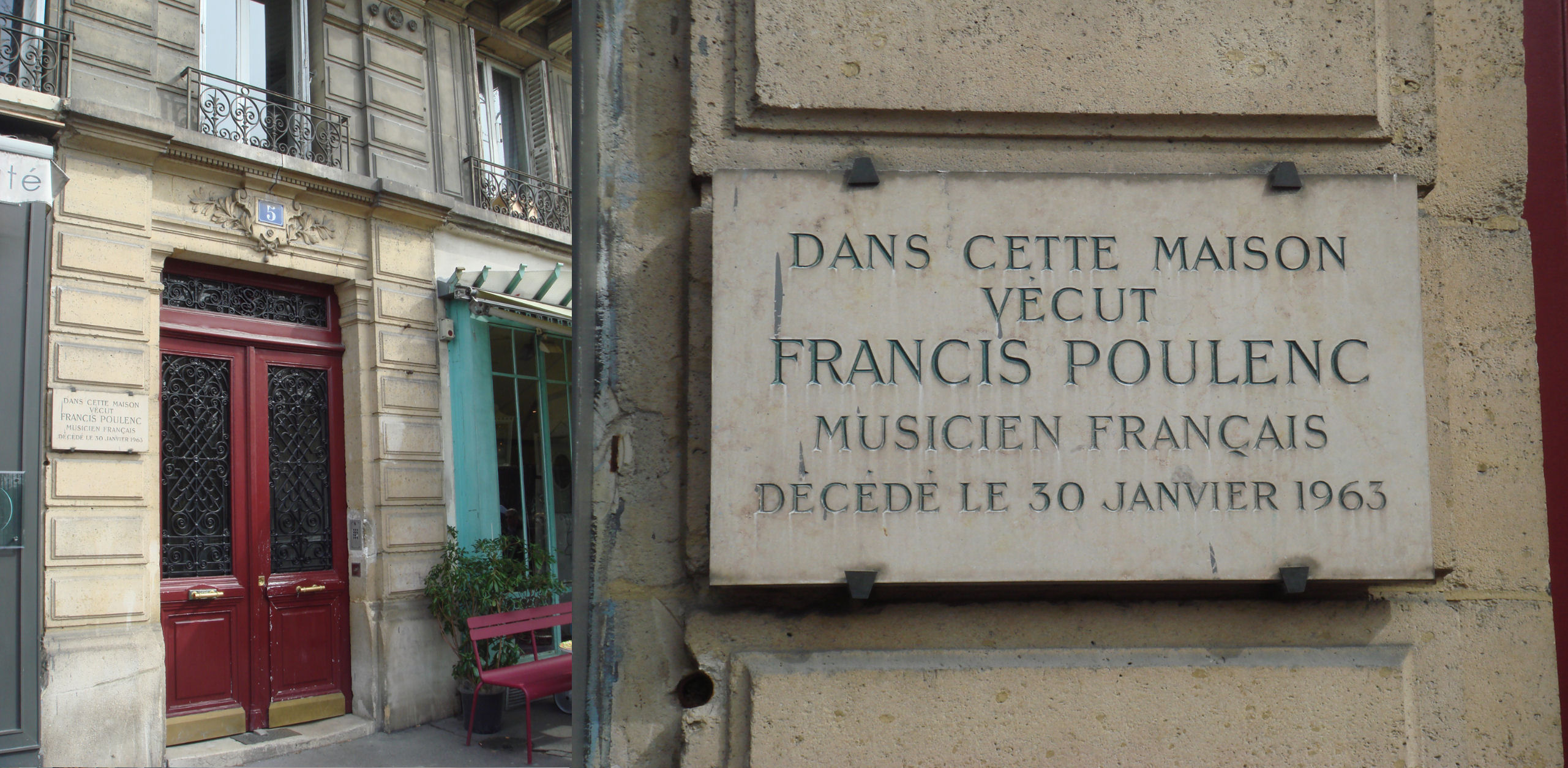
Herdenkingsplaquette voor Poulenc in Parijs

Poulenc leefde het grootste deel van zijn leven in zijn geboortestad Parijs. Hij overleed er in 1963 aan een hartaanval en werd begraven op het beroemde Parijse kerkhof Père-Lachaise.

## Composities (selectie)

### Orkestwerken
- 1921 Les mariés de la Tour Eiffel, voor orkest
- 1928 Concert champêtre, voor klavecimbel en orkest
  1. Allegro molto
  2. Andante (Mouvement de Sicilienne)
  3. Finale
- 1929 Aubade, een "Choreografisch gedicht" voor piano en 18 instrumenten
- 1932 Concert in d mineur, voor 2 piano's en orkest (1932)
  1. Allegro ma non troppo
  2. Larghetto
  3. Finale: Allegro molto
- 1935 Suite française d'après Claude Gervaise, voor orkest
  1. Bransle de Bourgogne
  2. Pavane
  3. Petite marche militaire
  4. Complainte
  5. Bransle de Champagne
  6. Sicilienne
  7. Carillon
- 1937 Deux Marches et un intermède (kamerorkest: fluit, hobo, klarinet, fagot, trompet en strijkers)
  1. Marche 1889
  2. Intermède champêtre
  3. Marche 1937
- 1938 Concert voor orgel, strijkers en pauken
- 1939 Deux Préludes posthumes et une gnossienne, orkestratie van drie pianostukken van Erik Satie
- 1947 Sinfonietta (compositie voor orkest, opgedragen aan Georges Auric)
  1. Allegro con fuocco
  2. Molto vivace
  3. Andante cantabile
  4. Final
- 1949 Concerto pour piano et orchestre
  1. Allegretto
  2. Andante
  3. Rondeau à la française
- 1952 Matelot provençale, vijfde deel uit La Guirlande de Campra, een serie variaties en meditaties op een thema uit de 18e-eeuwse opera Camille van André Campra uit 1717
- 1956 Bucolique, voor orkest, zevende deel uit Variations sur le nom de Marguerite Long

### Muziektheater

#### Opera's
| Voltooid in | titel                                                                            | aktes                 | première | libretto |
| ----------- | -------------------------------------------------------------------------------- | --------------------- | --- | --- |
| 1920        | Le Gendarme incompris                                                            | 1 akte                | 24 mei 1921, Parijs, Théâtre Michel                                                                                            | Jean Cocteau en Raymond Radiguet naar Stéphane Mallarmé                                                      |
| 1944        | Les mamelles de Tirésias                                                         | proloog en 2 aktes    | 1e versie met groot orkest: 3 juni 1947, Parijs, Opéra-Comique; 2e versie met kamerorkest: 5 maart 1963, Milaan, Piccola Scala | Guillaume Apollinaire                                                                                        |
| 1945        | L'Histoire de Babar, le petit éléphant; georkestreerd in 1962 door Jean Françaix |                       | | Jean de Brunhoff                                                                                             |
| 1953-1955   | Dialogues des Carmélites, op. 159                                                | 3 aktes, 12 taferelen | 26 januari 1957, Milaan, Teatro alla Scala                                                                                     | Georges Bernanos, Albert Béguin en Philippe Agostini naar Gertrud von Le Fort novel "Die Letzte am Schafott" |
| 1958        | La Voix humaine                                                                  | 1 akte                | 6 februari 1959, Parijs, Opéra-Comique                                                                                         | Jean Cocteau                                                                                                 |
| 1961        | La Dame de Monte-Carlo, op. 180                                                  | 1 scène               | november 1961, Monte Carlo | Jean Cocteau                                                                                                 |

#### Balletten
| Voltooid in | titel               | aktes  | première | libretto | choreografie        |
| ----------- | ------------------- | ------ | -------- | -------- | ------------------- |
| 1922-1923   | Les biches, op. 36  | 1 akte | 1924     |          | Bronislava Nijinska |
| 1940-1941   | Les animaux modèles | 1 akte | 1942     |          | Serge Lifar         |

### Koorwerken
- 1922 rev. 1945 Chanson à boire, lied voor mannenkoor, geschreven voor de Harvard Glee Club, op een 17e-eeuws anoniem gedicht
- 1936 Sept chansons, liederen voor gemengd koor op gedichten van Appolinaire, Eluard en Legrand
- 1936 Litanies à la Vierge Noire, voor vrouwen- of kinderkoor en orgel
- 1936 Petites voix, voor vrouwenkoor (SSA) a capella
- 1937  Mis in g-groot, voor gemengd koor a capella
- 1937 Sécheresses, cantate voor gemengd koor en orkest
- 1939 Quatre Motets pour un temps de pénitence, motetten voor gemengd koor a capella
- 1939 Exultate Deo, motet voor gemengd koor a capella
- 1941 Salve Regina, gemengd koor a capella
- 1943 rev. 1959 Figure humaine, cantate voor gemengd dubbelkoor a capella
- 1945 Un soir de neige, kamercantate voor 6 gemengde stemmen of kamerkoor, op teksten van Paul Eluard
- 1945 - 1946 Chansons françaises, liederen voor gemengd koor a capella op traditionele Franse teksten
- 1948 Quatre Petites prières de Saint-François d'Assise, gebedsliederen voor mannenkoor a capella
- 1950 Stabat Mater, koorwerk met orkestbegeleiding voor sopraan, gemengd koor en klein orkest
- 1951 - 1952 Quatre Motets pour un temps de Noël, motetten voor gemengd koor a capella
- 1952 Ave verum corpus, voor vrouwenkoor a capella
- 1957 - 1959 Laudes de Saint Antoine de Padoue, voor mannenkoor a capella
- 1959 Gloria, voor sopraan, gemengd koor en orkest
- 1961 -1962 Sept Répons des Ténèbres, voor jongenssopraan, gemengd mannenkoor en orkest

### Kamermuziek
(De werken met twee jaartallen zijn later gereviseerd door Poulenc zelf.)
- 1918 rev. 1945 Sonate, voor twee klarinetten (op. 7)
- 1918 Sonate, voor viool en piano (op. 12)
- 1918? rev. 1946 Trois mouvements perpétuels, voor 9 instrumenten ( op. 14)
- 1922 rev. 1945 Sonate, voor klarinet en fagot (op. 32)
- 1922 rev. 1945 Sonata, voor hoorn, trompet en trombone (op. 33)
- 1926 Trio, voor hobo, fagot en piano (op. 43)
- 1932 Bagatelle in d klein" voor viool en piano (op.60.III)
- 1932 rev. 1939 Sextuor (sextet) voor piano en blaaskwintet (op. 100)
- 1934 Villanelle, voor pijp en piano (op. 74)
- 1935 Suite française voor 2 hobo's, 2 fagotten, 2 trompetten, 3 trombones, slagwerk en klavecimbel (op. 80)
- 1940 rev. 1948 Sonate voor cello en piano (op. 143)
- 1942 rev. 1949 Sonate voor viool en piano (op. 119)
  1. Allegro con fuoco
  2. Intermezzo
  3. Presto tragico
- 1942 Un joueur de flûte berce les ruines voor fluit solo
- 1956-1957 Sonate voor fluit en piano (op. 164)
  1. Allegretto malincolico
  2. Cantilena: Assez lent
  3. Presto giocoso
- 1957 Elegie voor hoorn en piano (op. 168, ter nagedachtenis aan Dennis Brain)
- 1962 Sonate voor klarinet en piano (op. 184)
  1. Allegro tristamente (Allegretto - Très calme - Tempo allegretto)
  2. Romanza (Très calme)
  3. Allegro con fuoco (Très animé)
- 1962 Sonate voor hobo en piano (op. 185, ter nagedachtenis aan Sergej Prokofjev, Poulencs laatste werk)
  1. Elégie (Paisiblement, Sans Presser)
  2. Scherzo (Très animé)
  3. Déploration (Très calme)

### Pianowerken
- 1918 Sonate pour piano à quatre mains, voor piano vier-handig
  1. Prélude
  2. Rustique
  3. Final
- 1918 Trois Mouvements perpétuels
  1. Asséz modéré
  2. Très modéré
  3. Alerte
- 1918-1928 Trois pièces pour piano
  1. Pastorale
  2. Toccata
  3. Hymne
- 1919 Valse (vijfde deel uit het Album des Six)
- 1920 Cinq Impromptus (herzien in 1939)
- 1920 Suite en ut, in C majeur, opgedragen aan Ricardo Viñes
  1. Presto
  2. Andante
  3. Vif
- 1924 Promenade (herzien in 1952, opgedragen aan Arthur Rubinstein)
  1. A pied
  2. En auto
  3. A cheval
  4. En bateau
  5. En avion
  6. En autobus
  7. En voiture
  8. En chemin de fer
  9. A bicyclette
  10. En diligence
- 1925 Napoli, een suite in drie delen
  1. Barcarolle
  2. Nocturne
  3. Caprice italien
- 1927 -1928 Deux Novelettes(herzien in 1939)
- 1929 Pièce brève sur le nom d'Albert Roussel (het derde deel uit Hommage à Albert Roussel, geschreven ter ere van Roussels 60e verjaardag)
- 1929-1938 Huit Nocturnes
- 1932 Valse-improvisation sur le nom de Bach (derde deel uit Hommage à J.S. Bach, opgedragen aan Vladimir Horowitz)
- 1932 Improvisations
  1. 1932 - 1934: I t/m X
  2. 1941: XI en XII
  3. 1958: XIII en XIV
  4. 1959: XV (à Edith Piaf)
- 1932 Intermezzo in d mineur
- 1933 Feuillets d'album
- 1933 Villageoises voor kinderen
- 1934 Intermezzo in Des majeur
- 1934 Intermezzo in C majeur
- 1934 Presto, Badinage et Humoresque (opgedragen aan Horowitz)
- 1936 Les Soirées de Nazelles (gestart in 1930, later afgemaakt)
- 1937 Bourrée au Pavillion d'Auvergne (vijfde deel uit A l'exposition)
- 1940 Mélancolie (première in 1941 in Salle Gaveau in Parijs)
- 1951 L'embarquement pour Cythère, een valse-musette voor twee piano's, onderdeel van Poulencs filmmuziek voor Le voyage en Amérique
- 1951 Thème varié, thema met 11 variaties
- 1952 Capriccio (d'après le Bal masqué), voor 2 piano's
- 1952 - 1953 Sonate voor 2 piano's
  1. Prologue
  2. Allegro molto
  3. Andante Lyrico
  4. Epilogue
- 1959 Novellette en mis-mineur sur un thème de Manuel de Falla
- 1960 Élégie (en accords alternés) pour deux pianos , elegie voor 2 piano's ter nagedachtenis aan Marie-Blanche de Polignac

## Opnames van Poulencs werken
- Lijst met verschillende opnames (Officiële website)
- Francis Poulenc - Stabat Mater. Stabat Mater en Sept Répons des Ténèbres door Cappella Amsterdam, Estonian Philharmonic Chamber Choir, Estonian National Symphony Orchestra o.l.v. Daniel Reuss (harmonia mundi 2013)